# カスタノスペルミン
カスタノスペルミン (castanospermine) は、オーストラリアビーンズ (Castanospermum australe) の種から初めて単離されたインドリジジンアルカロイドである。数種のグルコシダーゼの強力な阻害剤であり、抗ウイルス活性をもつ。